# Pacita Abad

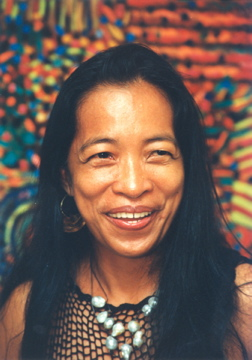
Pacita Abad

Pacita Abad (Basco, 5 oktober 1946 - Singapore, 7 december 2004) was een Filipijns kunstschilderes. In haar meer dan 30 jaar durende carrière produceerde ze meer dan 3.500 schilderijen. Ze maakte bij het schilderen veel gebruik van de trapunto-techniek, een reliëftechniek die ook bij quilten wordt toegepast. Pacita Abad was de oudere zus van minister Florencio Abad.

## Biografie
Pacita Abad werd geboren 1946 in het postkantoor van Basco, een kleine afgelegen plaats en de hoofdstad van Batanes, de meest noordelijk provincie van de Filipijnen. Haar ouders waren Aurora Barsana en Jorge Abad, beiden politiek actief. Ook Pacita leek in eerste instantie die richting uit te gaan. Ze studeerde politieke wetenschappen aan de University of the Philippines, waar ze in 1967 haar bachelor-diploma behaalde. Na een jaar lang rechten te hebben gestudeerd werd ze door haar ouders, vanwege onrust door protesten tegen het regime van Ferdinand Marcos naar het buitenland gestuurd om daar verder te studeren.
Hoewel ze oorspronkelijk in Spanje zou gaan studeren, veranderde ze haar plannen terwijl ze onderweg in San Francisco was. Ze bleef daar wonen en behaalde er haalde er haar master-diploma Aziatische geschiedenis aan de University of San Francisco. Het was in San Francisco dat ze voor het eerst begon met schilderen en zich realiseerde dat ze daarvan haar beroep wilde maken. Vanaf 1975 studeerde ze schilderkunst aan de Corcoran School of Art in Washington D.C. en in 1977 volgde ze nog een opleiding aan The Art Students League in New York.
In het begin van haar carrière maakte Abad voornamelijk figuratieve sociaal-politieke werken en primitieve maskers. Veel van haar inspiratie haalde Abad uit het leven en reizen in veel verschillende landen. Ze woonde onder meer in landen als Afghanistan, Cambodja, Guatemala, India, Indonesië, Mali, Mexico, Papoea-Nieuw-Guinea, Soedan, de Verenigde Staten en Yemen. In totaal bezocht ze meer dan 80 landen op vijf verschillende continenten. Tijdens al deze reizen deed ze veel inspiratie op voor nieuwe materialen en technieken.
Van 1993 tot 1999 woonde ze in Indonesië. De natuur daar inspireerde haar tot een uitbreiding van haar "Flowers"-serie. Ook schilderde ze een serie van 110 schilderijen geïnspireerd op de Indonesische wajangpoppen en maakte ze een 144-delige wajang servies.
De laatste vijf jaar van haar leven woonde ze Singapore. Een reis naar India in deze periode inspireerde haar tot de "Sky is the Limit"-serie. Deze series werd later geëxposeerd in onder meer Singapore, Amsterdam, Manilla en Finland. Eind 2001 werd bij Abadtijdens een bezoek aan de Verenigde Staten longkanker geconstateerd. Ze onderging een operatie in het George Washington Hospital in Washington D.C. De periode erna onderging ze verdere behandelingen, waaronder radiotherapie en chemotherapie. Tussen de behandelingen in Singapore door werkte ze aan haar serie "Endless Blues", exposeerde deze serie in Singapore, Noorwegen en Finland en ondernam ze nog diverse andere reizen. In 2003 werd ze geselecteerd voor het drie maanden durende "Visiting Artist"-programma van het Singapore Tyler Print Institute. Ze produceerde er een boek over haar "Circles of My Mind"-serie van 56 werken met vele kleurrijke cirkels. Ze exposeerde de serie in Singapore en Los Angeles. Eind 2003 werkte ze zeven weken aan het beschilderen van de 55 meter lange en 35 meter hoge Alkaff Bridge in Singapore. De met tientallen kleuren beschilderde brug werd in januari 2004 geïnaugureerd en leverde haar veel internationale bekendheid op.
Met haar gezondheid ging het inmiddels steeds slechter. Al voor het Alkaff Bridge-project was vastgesteld dat de kanker zich had verspreid naar de hersenen en ruggengraat. In de loop van 2004 raakte ze deels verlamd. Ze bleef echter schilderen en reisde nog naar Manilla om haar expositie "Circles in My Mind" daar te openen. Uiteindelijk zag ze zich door haar verslechterende toestand gedwongen haar studio in Batanes te verlaten, om terug te keren naar Singapore. Daar overleed ze enkele maanden later op 58-jarige leeftijd.